# Cratere Abbot
Abbot è un piccolo cratere lunare intitolato all'eminente astrofisico statunitense Charles Greeley Abbot. Il cratere è situato fra il Mare della Fecondità, a sud e ad ovest, ed il Mare Crisium, verso nord. La sua forma è circolare e le sue pareti interne non presentano irregolarità rilevanti.
Il cratere Abbot era precedentemente noto come Apollonius K a causa della vicinanza con il cratere Apollonius, situato poco più ad est.